# 穆罕默德·贾姆希迪
穆罕默德·贾姆希迪·贾法拉巴迪（波斯語：‎，1991年7月30日—），伊朗男子篮球运动员，2014年亚洲运动会男子篮球银牌得主、2018年亚洲运动会男子篮球银牌得主。